# 스티브 잡스 (책)
《스티브 잡스》(Steve Jobs)는 스티브 잡스에 대한 전기이다. 한때 CNN의 CEO와 타임지의 편집장을 맡고 있고, 벤저민 프랭클린과 알베르트 아인슈타인의 베스트 셀러 전기를 저술한 월터 아이작슨이 잡스의 요청에 의해 저작권을 했다. 잡스는 책에 협력했지만, 책 표지 이외의 내용에 참견하지 않기를 희망하며 사전에 원고를 훑어 권리를 포기했다. 2011년 10월 24일 사이먼 & 슈스터에서 발행되었다. 2015년 영화화되어 동명의 이름으로 공개되었다.
아이작슨은 2년에 걸쳐 진행된 잡스와의 40번 이상의 인터뷰와 100명 이상의 가족, 친구, 적, 경쟁자, 동료들과의 인터뷰를 바탕으로 잡스의 삶에 대한 "전례 없는" 접근권을 얻었다. 잡스는 인터뷰에 응한 사람들에게 솔직하게 말해줄것을 권했다고 한다. 잡스는 이 책에 적극적으로 협조했지만 표지 외에는 내용 통제를 요구하지 않았고 출간 전 열람권도 포기했다.
아이작슨은 글을 쓰면서 잡스의 결점을 보완하지 않는 자신의 주제에 균형 잡힌 시각을 가지기 위해 노력했다고 평했다.
이 책은 잡스가 사망한 지 19일 후인 2011년 10월 24일 사이먼 & 슈스터에 의해 미국에서 출간되었다.
애런 소킨이 각본을 쓰고 대니 보일이 감독하고 마이클 패스벤더가 주연을 맡은 영화가 2015년 10월 9일 개봉했다.

## 표지

### 전면커버
앞면 커버는 2006년 포춘(Fortune)이 포트폴리오를 위해 의뢰한 스티브 잡스의 사진을 사용한다. 사진은 알버트 왓슨(Albert Watson)이 찍은 것이다.
사진이 찍혔을 때, 그는 장비를 설치하는데 3시간이 걸린다고 주장하며, [피사체]를 위해 가능한 한 빨리 하는 것을 원한다고 덧붙였다. 잡스가 도착했을 때 그는 왓슨을 바로 보지 않고, 대신 장비에서 왓슨의 4×5 카메라에 초점을 맞춘 후 "와, 필름을 찍는구나"라고 말했다.
저 사진을 보면 그 강도를 알 수 있다. 그 사람을 보면 이 사람이 똑똑하다는 것을 알 수 있다는 게 내 의도였다. 나중에 들은 바로는 그가 가장 좋아하는 사진이었다.
 — Albert Watson
잡스는 왓슨에게 대부분의 사진작가들이 초상화 시간에 준 것보다 더 긴 한 시간을 주었다. 보도에 따르면, 왓슨은 잡스에게 사람들이 그에게 도전했던 예들에 대해 생각하는 것 외에, "95%, 거의 100% 카메라와 눈을 마주칠 것"을 하고, "테이블 위에 있는 다음 프로젝트에 대해 생각하라"고 지시했다고 한다.
제목 글꼴은 헬베티카(Helvetica)이다.

### 후면커버
후면 커버는 1984년 2월 노먼 시프가 캘리포니아 우드사이드에 있는 잡스의 거실에서 찍은 또 다른 사진 초상화를 사용한다. 타임지가 발행한 '후면 커버' 기사에서 시프는 잡스가 방을 나갔을 때 자신과 잡스가 거실 바닥에 '그냥 앉아' '창의성과 일상적인 것들'에 관해 이야기를 나누던 중 '매킨토시 128K' 컴퓨터를 들고 돌아왔다고 회상한다. 잡스는 시프가 이 사진을 찍었을 때 컴퓨터를 무릎 위에 올려놓은 채 연꽃 자세로 "꾸러졌다"고 말했다.
저희는 나중에 사진을 몇 장 더 찍었고, 그 친구는 심지어 요가 포즈도 몇 번 했어요. 다리를 들어 어깨 위에 올려놓기도 했고, 저는 그냥 저희 둘이 어울려 수다를 떨며 관계를 즐기는 줄 알았어요. 여기서 개념화가 있었던 건 아니었어요. 이는 우리가 상징적인 이미지가 될 거라고는 전혀 생각하지 못했던 즉흥성, 즉 완전히 일상적인 것이었어요.
 — Norman Seeff

## 같이 보기
- 스티브 잡스 (영화)